# آشلند
آشلند (انگلیسی: Ashland Inc.) شرکت نفت و گاز آمریکایی است، که در زمینه پالایش نفت خام، تولید روغن موتور، پلاستیک و فراورده‌های نفتی، همچنین مواد شیمیایی و پتروشیمیایی فعالیت می‌کند.
شرکت آشلند در سال ۱۹۲۴ توسط پل جی. بلیزر در شهر اشلند، کنتاکی تأسیس شد و هم‌اکنون دارای عملیات در بیش از ۱۰۰ کشور جهان می‌باشد. دفتر مرکزی این شرکت در شهر کاوینگتن، کنتاکی قرار دارد.